# The platinum collection (Dražen Zečić)
The platinum colletion je kompilacijski album hrvatskog pjevača Dražena Zečića koji je izdan 2006.
Album je u Hrvatskoj i Sloveniji prodan u zlatnoj nakladi.

## Popis pjesama
1. Kad preko mora ...
2. Kad sjetiš se mene
3. Ako mi ikad slomiš srce
4. Živim, živim
5. Na staroj sam adresi
6. Učini me sretnim
7. Kad mi netko tebe spomene
8. Oprosti mi
9. Odavno sam suze isplakao
10. Nemoj priznat ljudima
11. Ja sam to, što jesam
12. Nitko nema dva života
13. I suze su za ljude
14. Tako je dobro sresti te
15. Što će meni
16. Bijeli veo
17. Laži druge, nemoj sebe
18. Da sam znao
19. Govore mi mnogi ljudi
20. Bez tebe
21. Žao mi je, nisam htio
22. Ima li nade za nas (duet s Anđelom Kolar)
23. Malo je
24. Nisam ja
25. Nikada nisam molio sudbu
26. Nemoj tražit' da te ne volim
27. Sanjaj me
28. Nesretna bila u ljubavi
29. Nebeski svati
30. Ako je sretneš
31. Boem u duši
32. Prijatelja u meni ne traži
33. Idi, ako voljet' nisam znao
34. Ne plači, crna ženo
35. Tamo gdje je srce
36. Poker
37. Opraštam se noćas
38. Silvija
39. Lako je otići, draga
40. Sedam godina
41. Pokidat' ću lance sve

1. ↑  Dvije zlatne ploče za Dražena Zečića. Inačica izvorne stranice arhivirana 2. lipnja 2017. Pristupljeno 13. svibnja 2025.CS1 održavanje: bot: nepoznat status originalnog URL-a (link)